# 에이퍼트 증후군
에이퍼트 증후군(Apert syndrome)은 두정부의 첨형과 사지의 합지증이 나타나는 선천성 기형이다. 두개골 조기유합, 안면 중앙부의 형성 부전, 합지증, 엄지손가락과 발가락의 원위부가 넓은 특성을 보인다. 

## 증상
- 합지증
- 두개골 조기 유합증